# تپه طیاندشت
تپه طیاندشت در شهرستان قزوین، روستای طیاندشت واقع شده و این اثر در تاریخ ۸ خرداد ۱۳۸۰ با شمارهٔ ثبت ۳۸۹۶ به‌عنوان یکی از آثار ملی ایران به ثبت رسیده است.